# Desmanthus painteri
Desmanthus painteri är en ärtväxtart som först beskrevs av Nathaniel Lord Britton och Joseph Nelson Rose, och fick sitt nu gällande namn av Paul Carpenter Standley. Desmanthus painteri ingår i släktet Desmanthus och familjen ärtväxter. Inga underarter finns listade i Catalogue of Life.